# بدیع بلخی
ابومحمد بدیع بن محمد بن محمود بلخی شاعر خراسانی نیمه دوم سده چهارم هجری است. او مدح‌کننده طاهر چغانی (مرگ: ۳۸۱ (هجری)) و هم‌روزگار با دقیقی و مُنجیک تِرمِذی بود. مثنوی پندنامه انوشیروان را از او می‌دانند. شعرهای او در لباب‌الالباب و مجمع‌الفصحا آمده‌است. شعر زیر از اوست:
| چه پوشی جوشن غفلت که روزی   |  | تو باشی تیر محنت را نشانه |
| امل با عمرت اندرنِه به معیار |  | نگه کن تا کجا گردد زبانه  |